# Dolponellidae
Dolponellidae zijn een uitgestorven familie van tweekleppigen uit de orde Pectinida.